# Věra Saudková
Věra Saudková (rodným jménem Davidová; 27. březen 1921, Praha – 3. srpen 2015, tamtéž) byla česká redaktorka, překladatelka z němčiny do češtiny a také poslední žijící neteř Franze Kafky.

## Život a dílo

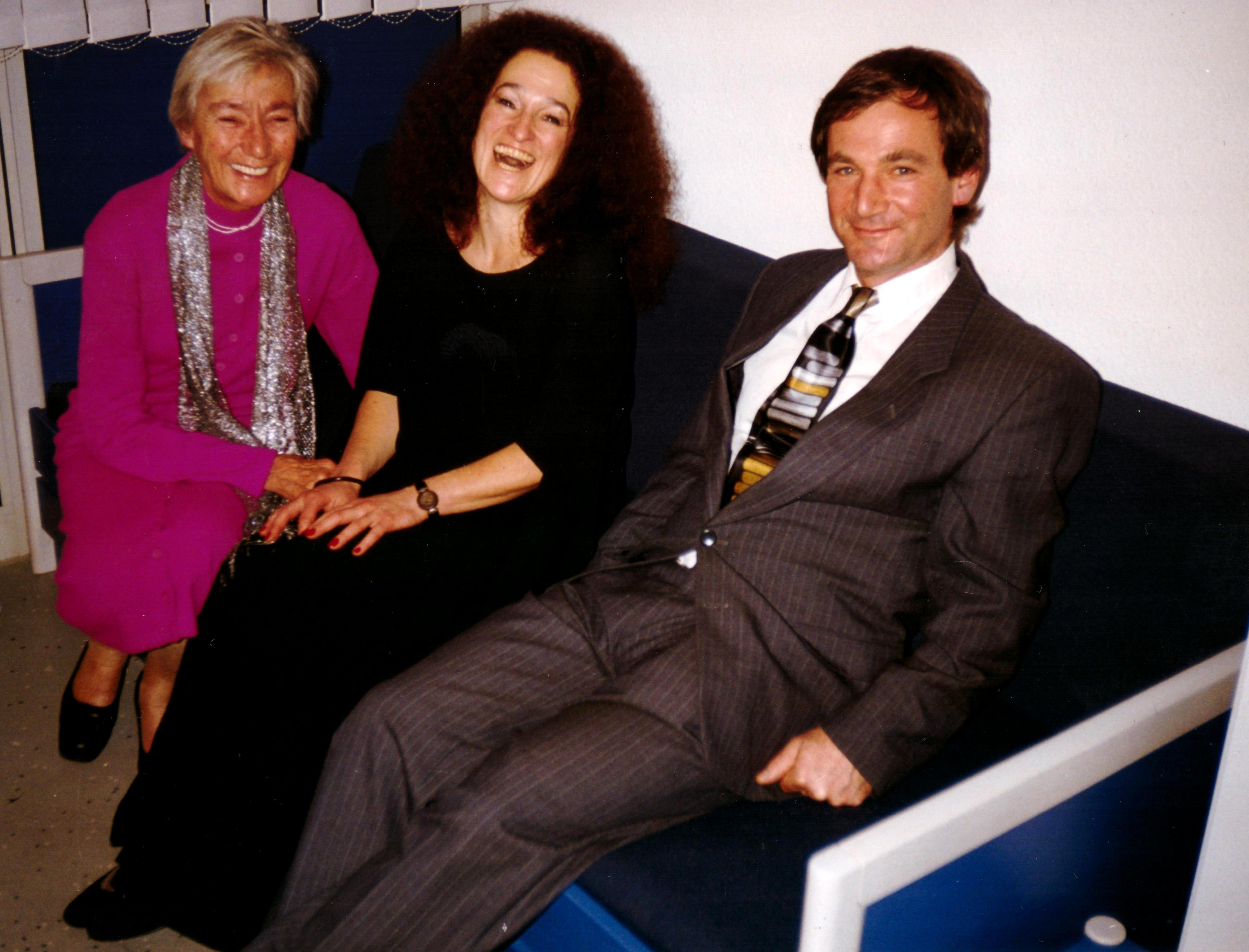
Vojtech Saudek, Stephanie Haas, Vera Saudkova (1988)

Byla dcerou Otilie Davidové, zvané Ottla, jež byla nejmladší a také nejoblíbenější sestrou pražského německého spisovatele Franze Kafky. Vystudovala pražské reálné gymnázium v Dušní ulici, posléze studovala do uzavření vysokých škol v roce 1939 němčinu a srovnávací literaturu na Filozofické fakultě Univerzity Karlově. Měla pět dětí, syna Vladimíra Saudka (*1950), Vojtěcha Saudka (1951–2003), dceru Annu Třeštíkovou, syna Josefa Saudka (1954–1960), který zemřel v dětském věku na leukémii, a syna Františka Saudka. Její vnuk Josef Třeštík, který informoval veřejnost o jejím úmrtí, také uvedl, že jeho babička spolu s Karlem Projsou (1912–1972), svým prvním manželem a literátem, ukrývali během nacistické okupace českého novináře a spisovatele Jiřího Weila. Jejím druhým manželem byl český překladatel Erik Adolf Saudek.
V průběhu života byla zaměstnána jako redaktorka v Lidových novinách, či v nakladatelství Odeon a Svoboda. Jako překladatelka z němčiny převedla dle NK ČR do češtiny literáty, kterými byli kupříkladu Irmtraud Morgner (česky Svatba v Cařihradu, 1974), Stefan Andres (česky Holubí věž, 1974), Wieland Herzfelde (česky Paměti veselého sirotka, 1975), Karl Hermann Roehricht (česky Děti periferie, 1984), Franz Josef Degenhardt (česky Zanedbání povinné péče, 1984), Alfred Döblin (česky Milost se neuděluje, 1985), či Stefan Zweig (česky Opojení z proměny, 1986).
Zemřela v pondělí dne 3. srpna 2015 ve věku 94 let v blízkosti své dcery v Praze.

## Franz Kafka o Věře Davidové
V roce 1921 adresoval Franz Kafka své sestře Ottle následující slova, jak uvádí novinář LN Petr Zídek (2015):
„... vzpomeň si, jak je i pro dospělé těžké zvyknout si na něco nového, a to i tehdy, když k obhajobě toho, co měli až dosud, nemohou uvést nic podstatného. Zmiňuješ se o tvarohu na stole a mluvíš o strachu smíšeném s nadějí, což je pocit, který mám neustále i já. A teď si představ, Věra opustila nebeský stůl a kouká z Tvého náručí dolů na stůl pozemský a ten se jí nelíbí, nebo spíše o líbení není vůbec řeč, musí si na něj nějak zvyknout, co to jen musí být za strašnou, pro nás nepředstavitelnou práci. ... “